# Nagroda im. Cecila B. DeMille’a
Nagroda im. Cecila B. DeMille’a (ang. Cecil B. DeMille Award) – amerykańska honorowa nagroda filmowa przyznawana przez Hollywoodzkie Stowarzyszenie Prasy Zagranicznej (HFPA) podczas gali rozdania Złotych Globów za „wybitny wkład w świat rozrywki”.
Po raz pierwszy nagrodę, której laureaci są wybierani przez zarząd HFPA, przyznano 21 lutego 1952, podczas 9. gali rozdania Złotych Globów, a jej nazwa pochodzi od pierwszego wyróżnionego, reżysera Cecila B. DeMille’a. Pierwszą kobietą, która ją otrzymała była Judy Garland w 1962 (jest ona też najmłodszym laureatem tego wyróżnienia w historii, jako że miała wówczas 39 lat). Z kolei najstarszą nagrodzoną osobą był Samuel Goldwyn, który w momencie uhonorowania miał 90 lat.
Wręczana jest corocznie; wyjątek stanowiły lata 1976, 2008 (ze względu na strajk scenarzystów w Stanach Zjednoczonych nagrodę za 2008 przyznano w 2009), 2022 (uroczystość odwołano z powodu bojkotu różnych firm medialnych, aktorów i innych twórców, będącego protestem wobec braku działań na rzecz zwiększenia różnorodności członków HFPA. Nadawca NBC ogłosił w maju 2021, że sieć odmówi transmisji ceremonii w ramach poparcia dla bojkotu) i 2024 – (od 81. ceremonii zrezygnowano z nagrody, by zrobić miejsce dla dodatkowych kategorii podczas transmisji).

## Laureaci
Opracowano na podstawie materiału źródłowego:
| Nr | Rok  | Imię i nazwisko   | Zdjęcie | Narodowość              |
| -- | ---- | ----------------- | ------- | ----------------------- |
| 1  | 1952 | Cecil B. DeMille  |         | amerykańska             |
| 2  | 1953 | Walt Disney       |         | amerykańska             |
| 3  | 1954 | Darryl F. Zanuck  |         | amerykańska             |
| 4  | 1955 | Jean Hersholt     |         | duńsko-amerykańska      |
| 5  | 1956 | Jack L. Warner    |         | kanadyjsko-amerykańska  |
| 6  | 1957 | Mervyn LeRoy      |         | amerykańska             |
| 7  | 1958 | Buddy Adler       |         | amerykańska             |
| 8  | 1959 | Maurice Chevalier |         | francuska               |
| 9  | 1960 | Bing Crosby       |         | amerykańska             |
| 10 | 1961 | Fred Astaire      |         | amerykańska             |
| 11 | 1962 | Judy Garland      |         | amerykańska             |
| 12 | 1963 | Bob Hope          |         | amerykańska             |
| 13 | 1964 | Joseph E. Levine  |         | amerykańska             |
| 14 | 1965 | James Stewart     |         | amerykańska             |
| 15 | 1966 | John Wayne        |         | amerykańska             |
| 16 | 1967 | Charlton Heston   |         | amerykańska             |
| 17 | 1968 | Kirk Douglas      |         | amerykańska             |
| 18 | 1969 | Gregory Peck      |         | amerykańska             |
| 19 | 1970 | Joan Crawford     |         | amerykańska             |
| 20 | 1971 | Frank Sinatra     |         | amerykańska             |
| 21 | 1972 | Alfred Hitchcock  |         | angielska               |
| 22 | 1973 | Samuel Goldwyn    |         | polsko-amerykańska      |
| 23 | 1974 | Bette Davis       |         | amerykańska             |
| 24 | 1975 | Hal B. Wallis     |         | amerykańska             |
| 25 | 1977 | Walter Mirisch    | –       | amerykańska             |
| 26 | 1978 | Red Skelton       |         | amerykańska             |
| 27 | 1979 | Lucille Ball      |         | amerykańska             |
| 28 | 1980 | Henry Fonda       |         | amerykańska             |
| 29 | 1981 | Gene Kelly        |         | amerykańska             |
| 30 | 1982 | Sidney Poitier    |         | bahamsko-amerykańska    |
| 31 | 1983 | Laurence Olivier  |         | angielska               |
| 33 | 1984 | Paul Newman       |         | amerykańska             |
| 34 | 1985 | Elizabeth Taylor  |         | brytyjsko-amerykańska   |
| 35 | 1986 | Barbara Stanwyck  |         | amerykańska             |
| 36 | 1987 | Anthony Quinn     |         | meksykańsko-amerykańska |
| 37 | 1988 | Clint Eastwood    |         | amerykańska             |
| 38 | 1989 | Doris Day         |         | amerykańska             |
| 39 | 1990 | Audrey Hepburn    |         | brytyjska               |
| 40 | 1991 | Jack Lemmon       |         | amerykańska             |
| 41 | 1992 | Robert Mitchum    |         | amerykańska             |
| 42 | 1993 | Lauren Bacall     |         | amerykańska             |
| 43 | 1994 | Robert Redford    |         | amerykańska             |
| 44 | 1995 | Sophia Loren      |         | włoska                  |
| 45 | 1996 | Sean Connery      |         | szkocka                 |
| 46 | 1997 | Dustin Hoffman    |         | amerykańska             |
| 47 | 1998 | Shirley MacLaine  |         | amerykańska             |
| 48 | 1999 | Jack Nicholson    |         | amerykańska             |
| 49 | 2000 | Barbra Streisand  |         | amerykańska             |
| 50 | 2001 | Al Pacino         |         | amerykańska             |
| 51 | 2002 | Harrison Ford     |         | amerykańska             |
| 52 | 2003 | Gene Hackman      |         | amerykańska             |
| 53 | 2004 | Michael Douglas   |         | amerykańska             |
| 54 | 2005 | Robin Williams    |         | amerykańska             |
| 55 | 2006 | Anthony Hopkins   |         | walijska                |
| 56 | 2007 | Warren Beatty     |         | amerykańska             |
| 57 | 2009 | Steven Spielberg  |         | amerykańska             |
| 58 | 2010 | Martin Scorsese   |         | amerykańska             |
| 59 | 2011 | Robert De Niro    |         | amerykańska             |
| 60 | 2012 | Morgan Freeman    |         | amerykańska             |
| 61 | 2013 | Jodie Foster      |         | amerykańska             |
| 62 | 2014 | Woody Allen       |         | amerykańska             |
| 63 | 2015 | George Clooney    |         | amerykańska             |
| 64 | 2016 | Denzel Washington |         | amerykańska             |
| 65 | 2017 | Meryl Streep      |         | amerykańska             |
| 66 | 2018 | Oprah Winfrey     |         | amerykańska             |
| 67 | 2019 | Jeff Bridges      |         | amerykańska             |
| 68 | 2020 | Tom Hanks         |         | amerykańska             |
| 69 | 2021 | Jane Fonda        |         | amerykańska             |
| 70 | 2023 | Eddie Murphy      |         | amerykańska             |
| 71 | 2025 | Viola Davis       |         | amerykańska             |